# Panc, Hunedoara
Panc este un sat în comuna Dobra din județul Hunedoara, Transilvania, România.